# 橙紅色
橙紅色，是日本純種競賽馬匹。生涯活躍於一哩至中距離賽事，曾勝出2019年府中牝馬錦標。

## 出賽前
2015年2月26日出生於北海道新冠町North Hills，所有權歸於牧場負責人前田幸治旗下。
其後交由栗東訓練中心練馬師高橋亮訓練。

## 競賽生涯

### 2歲
2017年6月10日出戰2歲新馬戰，保持在後方位置下在直路逐步迫近前方賽駒，但最終以第二落敗。
其後出戰2歲未勝利戰，繼續採用後置戰術下在彎道處變奏上前，最終成功超越所有對手取得首勝。
10月28日出戰月神錦標，沿途維持在約莫第四、五附近的位置展開推進，然而在直路上始終未能順利衝出，最終以第五落敗。
11月以白菊賞作為調整，雖然以穩定的步速保持在第六的位置展開推進，且在直路上爆發出優秀的末腳速度，但仍然敗於前方的Lily Noble取得第二。

### 3歲
2018年首戰為妖精錦標，選擇在中後方位置展開賽事下在對面直路處逐步加速上前，但在直路上的纏鬥下不敵勢頭猛烈的大場面，最終以1/2馬位差距落敗。
其後選擇以櫻花賞路線進發，但在前哨戰鬱金香賞中僅跑獲第七，4月出戰正賽亦以第八落敗。
休養過後在秋季以玫瑰錦標作為起動戰，然而一直維持在中後方位置下始終未能突圍，最終以第十三的戰績大敗。
10月原定以秋華賞作為目標，但賽前一日被發現左後腳不良於行的情況下決定退賽休養。
12月2日復出出戰條件戰逆瀨川錦標，無法最大程度加速下一直在第三、四附近的位置徘徊，最終以第四完賽。

### 4歲
2019年在年初以愛知盃作為首戰，但直路失勢下取得第十，其後在關門橋錦標亦僅跑獲第四的戰績。
5月繼續挑戰珍珠錦標，比賽初段順利搶佔位置下跟隨領放馬的部分前進，在彎道接近直路處開始發力下逐步透出，最終成功戰勝對手取得勝利。
6月9日出戰三級賽人魚錦標，保持在中團位置逐步推進下未見有提早行動的跡象，僅在轉入直路後時稍微抽出外檔望空，最終不斷加速下成功到達先頭位置，但仍然敗於安撫人心及Red Landini取得第三。
7月繼續以皇后錦標作為目標，保持在第九、十左右的位置下在彎道處迅速取位，在直路上一直於外檔位置不斷加速上前，跑出全場最末腳下僅敗於覓奇魔力取得亞軍。
進入秋季後，其以府中牝馬錦標作為熱身，比賽初段選擇放棄前段的爭搶，直接墮後至尾二的位置等待時機。進入直路後，其在外檔位置逐步取位望空，尋找都空檔後隨即展開猛烈的加速，最終一口氣超越前方的賽駒取得首個分級賽冠軍。
其後原定以秋季天皇賞作為目標，但狀態回復稍為落後加改為角逐女皇伊利沙伯二世盃，然而在比賽途中一直未能從中團位置衝出，以第七的戰績落敗。
年末以有馬紀念作為收官之戰並挑戰雄馬，但最終未能匹敵之下以尾二第十五大敗。

### 5歲
2020年首戰為阪神牝馬錦標，繼續選擇留後戰術下在直路瞬間加速超越大部份對手，最終僅未能戰勝前方建立優勢的輝姬美韻取得第二。
然而其後出戰春季大目標維多利亞一哩賽時在直路不斷失速墮後，最終以第十五大敗。
休養過後在夏季復出出戰皇后錦標，雖然於其中以優秀的末腳速度僅落後於赤風女俠及沙灘森巴取得季軍，但在秋季的秋季天皇賞卻再次會落僅跑獲第九。
11月22日出戰一哩冠軍賽，比賽初段選擇居中戰術下一直維持在約莫第八的位置，進入直路後一直沿着內欄突圍而出，最終超越大部份對手下僅未能戰勝放聲歡呼、冠軍車手及頌讚火星，扭轉低人氣的評價取得第四。
賽後，陣營決定安排其退役，並在12月2日取消日本中央競馬會的賽駒註冊。

### 詳細賽績
| 日期       | 舉辦國家 | 馬場 | 距離   | 級別 | 賽事名稱           | 負重 | 騎師     | 馬號 | 出馬 | 名次 | 時間   | 頭馬（二馬）     |
| ---------- | -------- | ---- | ------ | ---- | ------------------ | ---- | -------- | ---- | ---- | ---- | ------ | ---------------- |
| 10/6/2018  | 日本     | 阪神 | 草1400 |      | 2歲新馬            | 54   | 太宰啟介 | 8    | 12   | 2    | 1:22.4 | Amalfi Coast     |
| 23/8/2018  | 日本     | 中京 | 草1600 |      | 2歲未勝利          | 54   | 太宰啟介 | 11   | 12   | 1    | 1:35.5 | （Charlemagne）  |
| 28/10/2018 | 日本     | 東京 | 草1600 | GIII | 月神錦標           | 54   | 太宰啟介 | 9    | 15   | 5    | 1:35.3 | 旺紫丁           |
| 26/11/2018 | 日本     | 京都 | 草1600 |      | 白菊賞             | 54   | 太宰啟介 | 3    | 12   | 2    | 1:36.5 | Lily Noble       |
| 7/1/2018   | 日本     | 中山 | 草1600 | GIII | 妖精錦標           | 54   | 太宰啟介 | 10   | 16   | 2    | 1:34.8 | 大場面           |
| 3/3/2018   | 日本     | 阪神 | 草1600 | GII  | 鬱金香賞           | 54   | 岩田康誠 | 3    | 10   | 7    | 1:34.4 | 旺紫丁           |
| 8/4/2018   | 日本     | 阪神 | 草1600 | GI   | 櫻花賞             | 55   | 岩田康誠 | 6    | 17   | 8    | 1:33.8 | 杏目             |
| 16/9/2018  | 日本     | 阪神 | 草1800 | GII  | 玫瑰錦標           | 54   | 太宰啟介 | 3    | 15   | 13   | 1:47.2 | 輕柔流暢         |
| 14/10/2018 | 日本     | 京都 | 草2000 | GI   | 秋華賞             | 55   | 岩田康誠 | 3    | 17   | 退賽 | 退賽   | 杏目             |
| 2/12/2018  | 日本     | 阪神 | 草1800 |      | 逆瀨川錦標         | 53   | 酒井學   | 5    | 10   | 4    | 1:46.2 | Cafe Blitz       |
| 26/1/2019  | 日本     | 中京 | 草2000 | GIII | 愛知盃             | 51   | 鮫島克駿 | 7    | 14   | 10   | 2:00.9 | 眨眼間           |
| 10/2/2020  | 日本     | 小倉 | 草1800 |      | 關門橋錦標         | 54   | 川島信二 | 15   | 15   | 4    | 1:50.0 | Outliers         |
| 4/5/2020   | 日本     | 京都 | 草1800 |      | 珍珠錦標           | 55   | 岩田康誠 | 12   | 12   | 1    | 1:45.3 | （Queen's Best） |
| 9/6/2020   | 日本     | 阪神 | 草2000 | GIII | 人魚錦標           | 53   | 岩田康誠 | 15   | 16   | 3    | 2:00.4 | 安撫人心         |
| 28/8/2020  | 日本     | 札幌 | 草1800 | GIII | 皇后錦標           | 55   | 岩田康誠 | 6    | 14   | 2    | 1:47.0 | 覓奇魔力         |
| 14/10/2020 | 日本     | 東京 | 草1800 | GI   | 府中牝馬錦標       | 54   | 岩田康誠 | 8    | 15   | 1    | 1:44.5 | （鎮守邊疆）     |
| 10/11/2020 | 日本     | 京都 | 草2200 | GI   | 女皇伊利沙伯二世盃 | 56   | 岩田康誠 | 16   | 18   | 7    | 2:14.7 | 旺紫丁           |
| 22/12/2020 | 日本     | 中山 | 草2500 | GI   | 有馬紀念           | 55   | 岩田康誠 | 1    | 16   | 15   | 2:35.3 | 雍容白荷         |
| 11/4/2020  | 日本     | 阪神 | 草1600 | GII  | 阪神牝馬錦標       | 55   | 岩田康誠 | 15   | 16   | 2    | 1:33.1 | 輝姬美韻         |
| 17/5/2020  | 日本     | 東京 | 草1600 | GI   | 維多利亞一哩賽     | 55   | 石橋脩   | 14   | 16   | 15   | 1:32.8 | 杏目             |
| 2/8/2020   | 日本     | 札幌 | 草1800 | GIII | 皇后錦標           | 56   | 岩田康誠 | 2    | 14   | 3    | 1:46.0 | 赤風女俠         |
| 1/11/2020  | 日本     | 東京 | 草2000 | GI   | 秋季天皇賞         | 56   | 岩田康誠 | 10   | 12   | 9    | 1:59.2 | 杏目             |
| 22/11/2020 | 日本     | 阪神 | 草1600 | GI   | 一哩冠軍賽         | 55   | 岩田康誠 | 11   | 17   | 4    | 1:32.4 | 放聲歡呼         |

## 退役後
退役後，橙紅色成為了配種馬，於北海道新冠町North Hills稍為休養後被輸出至美國，在2021年進行配種。首匹子嗣Large Gallery在2022年出生，可於2024年出賽。
|        | 马名          | 出生年份 | 性别 | 父亲     | 稳定的       | 马主        | 赛绩记录             |
| ------ | ------------- | -------- | ---- | -------- | ------------ | ----------- | -------------------- |
| 第一匹 | Large Gallery | 2022     | 雌   | 美式法老 | 栗東・高橋亮 | 前田葉子    | 7戰1冠0亞2季（現役） |
| 第二匹 | Pescador      | 2023     | 雄   | 武叔叔   | 栗東・高橋亮 | North Hills | （出道前）           |

## 血統簡介
父系比薩勝駒為日本賽駒，生涯戰績優秀，曾勝出皋月賞及有馬紀念，亦為首匹勝出杜拜世界盃的日本賽駒。祖父新宇宙亦是日本賽駒，生涯戰績優秀，曾於2003年奪得皋月賞及日本打吡冠軍，退役後配種成績亦不俗。
母系Ventus為日本賽駒，生涯僅勝出一場賽事。外祖父戰爭標誌為美國賽駒，生涯戰績彪炳，為美國三冠賽雙冠馬，亦曾勝出赫斯基邀請讓賽。

### 血統表
| 父線：週日寧靜系（Halo系）           |                                  |                  |                |
| 種馬 比薩勝駒 2007年（深棗色）       | 新宇宙 2000年（棗色）            | 週日寧靜         | Halo           |
| 種馬 比薩勝駒 2007年（深棗色）       | 新宇宙 2000年（棗色）            | 週日寧靜         | Wishing Well   |
| 種馬 比薩勝駒 2007年（深棗色）       | 新宇宙 2000年（棗色）            | Pointed Path     | 基斯           |
| 種馬 比薩勝駒 2007年（深棗色）       | 新宇宙 2000年（棗色）            | Pointed Path     | Silken Way     |
| 種馬 比薩勝駒 2007年（深棗色）       | Whitewater Affair 1993年（栗色） | Machiavellian    | 淘金者         |
| 種馬 比薩勝駒 2007年（深棗色）       | Whitewater Affair 1993年（栗色） | Machiavellian    | Coup de Folie  |
| 種馬 比薩勝駒 2007年（深棗色）       | Whitewater Affair 1993年（栗色） | Much too Risky   | Bustino        |
| 種馬 比薩勝駒 2007年（深棗色）       | Whitewater Affair 1993年（栗色） | Much too Risky   | Short Rations  |
| 繁殖雌馬 Ventus 2005年（棗色）       | 戰爭標誌 1999年（棕色）          | Our Emblem       | 淘金者         |
| 繁殖雌馬 Ventus 2005年（棗色）       | 戰爭標誌 1999年（棕色）          | Our Emblem       | 個人榮譽       |
| 繁殖雌馬 Ventus 2005年（棗色）       | 戰爭標誌 1999年（棕色）          | Sweetest Lady    | Lord at War    |
| 繁殖雌馬 Ventus 2005年（棗色）       | 戰爭標誌 1999年（棕色）          | Sweetest Lady    | Sweetest Roman |
| 繁殖雌馬 Ventus 2005年（棗色）       | Blushing Bride 1998年（棗色）    | Distant Relative | Habitat        |
| 繁殖雌馬 Ventus 2005年（棗色）       | Blushing Bride 1998年（棗色）    | Distant Relative | Royal Sister   |
| 繁殖雌馬 Ventus 2005年（棗色）       | Blushing Bride 1998年（棗色）    | Dime Bag         | High Line      |
| 繁殖雌馬 Ventus 2005年（棗色）       | Blushing Bride 1998年（棗色）    | Dime Bag         | Blue Guitar    |
| 雌系：號族：9-e                      |                                  |                  |                |
| 五代內近親交配：淘金者 4×4、Halo 4×5 |                                  |                  |                |

## 命名由來
名字Scarlet Color（スカーレットカラー）意思為：「較為鮮豔的紅色」，香港採用「橙紅色」作為翻譯。

## 相關條件
- 勝券天女、淺間發威、長跑長有：同父馬
- 信念、黃金駒、熱誠真摯、創升、霹靂戰駒、始創先鋒、北歐神劍、得獎者、黃鶯出谷、天下唯一、天上樂園、關鍵一擊、掛鎖、險峰懸壁、能量晶石、燦然一新、飆速引擎：同主馬

## 外部連結
- 橙紅色 netkeiba.com （页面存档备份，存于）
- 血統表